# Lamprotes mikadina
Lamprotes mikadina är en fjärilsart som beskrevs av Butler 1878. Lamprotes mikadina ingår i släktet Lamprotes och familjen nattflyn. Inga underarter finns listade i Catalogue of Life.